# La Paz (Leyte)
La Paz é um município de  quinta classe de renda municipal (d) na província Leyte, nas Filipinas. De acordo com o censo de 1 de maio  de  2020 possui uma população de 19 174 pessoas e 5 094 domicílios.